# スノーホッケー
スノーホッケーは札幌市で考案されたウィンタースポーツである。

## 考案までの経緯
1982年2月、板垣武四札幌市長の提唱により開催された北方都市会議における協議内容にヒントを得て、札幌市教育委員会が1年がかりで開発した。
ルールと用具は、アイスホッケー、フィールドホッケー、サッカーなどをもとに考案され、小学校7校、中学校2校に試作品を配布し、実験を重ねてその結果をもとに改良を加え、1983年10月に完成されたものである。

## 特徴
積雪地帯のグラウンドや広場などで、簡単にだれとでも取り組めるスポーツである。
手軽に滑走できるレッツ（ミニスキーのようなもの）に乗ってスティックを持ち、ボールを相手ゴールに入れて得点を競う。
大変運動量があり、持久力や脚力をはじめ敏捷性や巧緻性の発達に効果があるほか、協調性や責任感などの涵養（）に役立つ。

## 競技とルール
チームの編成とゲームの進め方
- チームは通常男女別（1チーム7名）で編成されるが、年齢や性別に関係なく編成することもできる。
- コートには入れるのは7名だが、各種大会では1チーム15名まで登録でき、選手の交代は何度でも行うことができる。
- ゴールエリアには常に1人しか入ることができない。（入れ替わることは可能）
- センターマークからのフェイスオフで競技を始める。（競技開始時、得点後の再開時）

競技時間
- 前半、後半それぞれ10分間を原則としているが、大会の規定やプレーヤーの年齢、体力、気象条件などで自由に決めることができる。
- 作戦タイムは前半･後半各1回ずつ、1分間取ることができる。
- 前半終了後に原則として5分間の休憩を設けてコートチェンジを行う。
- 休憩時間は試合状況や選手の疲労度、天候などにより自由に決めることができる。

## コートと用具
- コート - コートは、縦30-36m、横24-28mの長方形。縦3m、横6mのゴールエリアを両エンドラインに設ければコートのでき上がり。
- 用具
  - レッツ - プラスチック製のミニスキー。長さ41-45cm。
  - スティック - 木製のスティック。長さ95-98cm。
  - ボール - オレンジ色の軟式プラスチックボール。直径6-7cm。
  - ゴール - 鉄製部品5つに分かれたもの。組み立て時、縦1.5m・横2m

## 各種大会
- 札幌市長杯争奪スノーホッケー大会（毎年2月中旬）
- 北海道知事杯、道新スポーツ杯争奪スノーホッケー大会（毎年2月下旬）
- 各区の連絡会や体育指導委員会などの主催する、各区の大会がある。（毎年1月下旬-2月上旬）

## チャンピオンシップ大会
2007年は、2月22日から始まるノルディックスキー札幌大会に併せ、2月21日から3月4日まで大通公園で「札幌にぎわいまつり」が行われた。2丁目会場ではステージイベントとウィンタースポーツの紹介があり、その1つに「チャンピオンシップ･スノーホッケー大会」があった。
これは、市長杯と知事杯の優勝チーム（小学生男女8チーム）が対戦をするというもので、2006年度限りのイベントであるものとされている。
日時は、2007年3月3日（土）午後、会場は大通公園2丁目であった。
一般のスノーホッケープレイヤーからは、参加チームが小学生のみという点で不満の声が聞かれたが、当日、大会は滞りなく進行した。